# L'Île sur le toit du monde
Pour plus de détails, voir Fiche technique et Distribution.
L'Île sur le toit du monde (The Island at the Top of the World) est un film d'aventures américain réalisé par Robert Stevenson, sorti en 1974.

## Synopsis
En 1907, une équipe d'aventuriers menée et financée par Sir Anthony Ross part à la découverte d'une île non répertoriée dans le grand nord polaire. Pour sir Antony Ross, le but de cette expédition est de retrouver son fils disparu lors d'une précédente expédition. Pour cela, ils vont utiliser l'Hyperion, un ballon dirigeable conçu par le capitaine Brieux.
En atteignant l'île perdue, ils découvrent des vallées verdoyantes en raison du volcanisme et une colonie viking vivant en autarcie depuis des siècles.

## Fiche technique
- Titre original : The Island at the Top of the World
- Titre français : L'Île sur le toit du monde
- Réalisation : Robert Stevenson assisté de Ronald R. Grow et Dorothy Kieffer, Arthur J. Vitarelli (seconde équipe)
- Scénario : John Whedon d'après le roman The Lost Ones d'Ian Cameron
- Photographie : Frank V. Phillips, Robert D. McBride (assistant caméra)
- Montage : Robert Stafford (film), Evelyn Kennedy (sonore)
- Musique : Maurice Jarre
- Direction artistique : Peter Ellenshaw (supervision) ; John B. Mansbridge, Al Roelofs (en) et Walter H. Tyler
  - Artiste matte : Alan Maley
- Décors : Hal Gausman
- Costumes : Bill Thomas (conception), Chuck Keehne, Emily Sundby
- Maquillages : Robert J. Schiffer
- Coiffures : La Rue Matheron
- Effets spéciaux : Peter Ellenshaw, Art Cruickshank, Danny Lee, Chuck Gaspar, Hans Metz, Mike Reedy (technicien)
  - Maquettes : Carl Boles, Terry Saunders[1]
- Son : Herb Taylor (supervision) et Dean Thomas (mixage)
- Responsable équipe : Austen Jewell
- Producteur : Winston Hibler, John D. Bloss (non crédité)
- Société de production : Walt Disney Productions
- Société de distribution : Buena Vista Pictures Distribution
- Pays de production :  États-Unis
- Langue : anglais
- Genre : Film d'aventure, Film fantastique
- Format : Couleurs (Technicolor) - 35 mm - 1,75:1 - Son mono (RCA Photophone Sound Recording)
- Durée : 94 minutes
- Dates de sortie : 
  - Royaume-Uni : 16 décembre 1974
  - États-Unis : 20 décembre 1974
  - France : 29 octobre 1975

Sauf mention contraire, les informations proviennent des sources suivantes : Leonard Maltin, Dave Smith, Mark Arnold, IMDb

## Distribution
Source VO : Leonard Maltin, Dave Smith, Mark Arnold et IMDb
- David Hartman (VF : Jean-Claude Michel) : le professeur Ivarsson
- Donald Sinden (VF : William Sabatier) : sir Anthony Ross
- Jacques Marin (VF : Lui-même) : le capitaine Brieux
- Mako (VF : Jean Fontaine) : Oomiak
- David Gwillim (en) (VF : Yves-Marie Maurin) : Donald Ross
- Agneta Eckemyr (en) (VF : Béatrice Delfe) : Freyja
- Gunnar Öhlund (sv) : le Godi
- Lasse Kolstad (en) : Erik
- Erik Silju : Torvald
- Rolf Søder (en) : le juge
- Torsten Wahlund (sv) : Sven
- Sverre Anker Ousdal (en) : Gunnar
- Niels Hinrichsen (da) : Sigurd
- Denny Miller (en) : le garde du village
- Brendan Dillon (nl) (VF : Georges Atlas) : le facteur
- James Almazae (VF : Jean-François Laley) : ingénieur français
- Ivor Barry (VF : Alain Nobis) : boucher
- Lee Paul (en) : chef des archers
- Ian Abercrombie (VF : Bernard Musson) : conducteur du train
- Jackson Bostwick : Pilote
- Herman Poppe : sentinelle

## Sorties cinéma
Sauf mention contraire, les informations suivantes sont issues de l'Internet Movie Database.
- Royaume-Uni : 16 décembre 1974 ; 19 décembre 1974 (Londres)
- États-Unis : 20 décembre 1974
- Japon : 15 mars 1975
- Irlande : 4 juillet 1975
- Italie : 7 août 1975
- Espagne : 4 septembre 1975 (Madrid) ; 15 septembre 1975 (Barcelone)
- Suède : 19 septembre 1975
- Pays-Bas : 15 octobre 1975
- Danemark : 17 octobre 1975
- Allemagne de l'Ouest : 17 octobre 1975
- France : 29 octobre 1975 ; 2 février 1983 (Ressortie)
- Finlande : 31 octobre 1975
- Brésil : 1976
- Argentine : 23 mars 1978

## Origine et production
Le film est adapté du roman The Lost Ones d'Ian Cameron. Les premières esquisses de L'Île sur le toit du monde datent de 1968 comme l'atteste un documentaire des coulisses de production daté de cette époque narré par Winston Hibler. L'année 1907 a été choisie comme période de l'action pour avoir la présence de l'explorateur Robert Peary et car à l'époque seul un engin volant pouvait rejoindre l'Arctique. Le design du dirigeable Hyperion est lui une émanation de la liberté artistique. Une marquette de 220 pieds (67 m) du dirigeable motorisée a été construite grâce à un important budget alloué au film. De même un village Viking avec un temple en pierre de lave a été reconstitué et des cordes en fibre de noix de coco de 850 pieds (259 m) ont été fabriquée en Égypte pour réaliser un pont suspendu. Le tournage à Balestrand en Norvège a nécessité la reconstitution d'un bateau viking. Le compositeur français Maurice Jarre a été engagé pour réaliser la musique du film qui s'éloigne des productions Disney,.
Les effets spéciaux sont l'œuvre de Peter Ellenshaw, Art Cruickshank et Danny Lee. Certains effets spéciaux visuels ont été appliqués quotidiennement et les documentaires de tournage attestent leurs usages de juillet 1972 à janvier 1974. Les décors sont basés sur de nombreux endroits du cercle arctique depuis l'Alaska à la Norvège en passant par le Groenland.

## Sortie et accueil
Le film sort le 16 décembre 1974 au Royaume-Uni puis le 20 décembre 1974 aux États-Unis,
L'Île sur le toit du monde est accompagné d'une importante campagne publicitaire mais à l'instar de la production similaire Le Trou noir (1979) le résultat au box-office n'est pas celui attendu, ne récoltant que 10 millions d'USD aux États-Unis. 
Le film a été diffusé aux États-Unis avec le moyen métrage Winnie l'ourson et le Tigre fou,. Une suite du film intitulée The Lost Ones avait été envisagé avant le mauvais résultat en salle.
La sortie du film a été suivie d'une adaptation en bande dessinée dans le magazine Walt Disney Showcase publié en février 1975. Durant la décennie, plusieurs projets d'attractions liés à des films sont envisagés mais les mauvais résultats des films en question mettent un terme à ces projets. David Koenig évoque Robin des Bois (1973), L'Île sur le toit du monde (1974), Le Trou noir (1979), mais aussi Tron (1982).
Le DVD du film comporte le documentaire réalisé en 1968 avec esquisses de productions et allongé en 1974. Le documentaire promotionnel de 1974 comporte une histoire de navires vikings en Arctique et la possibilité que les glaces aient conservé un navire. Le film sort en vidéo en 1983 et 1994.
Pour Mark Arnold, des productions comme L'Île sur le toit du monde ou Le Trou noir ont tué Walt Disney Productions dans sa forme d'alors. Les effets spéciaux du film sont assez simples et comparables aux productions des autres studios, mais la sortie en 1977 de La Guerre des étoiles a placé le niveau beaucoup plus haut, empêchant les studios d'avoir recours à des films de moins bonne qualité.